# Malte Lundmark
Malte Lundmark, född den 28 mars 2001, är en svensk innebandysspelare som spelar för IBF Falun och svenska landslaget.
Lundmark har med det svenska landslaget bland annat vunnit VM-guld 2022 och guld i World Games år 2022 och 2025. 2025 blev han utsedd till Årets spelare i Sverige och till Årets forward i SSL.